# Fabian und Sebastian
Fabian und Sebastian ist eine Erzählung von Wilhelm Raabe, die 1882 bei Westermann in Braunschweig erschien. Ende 1881 war der Text bereits in „Westermanns Monatsheften“ vorabgedruckt worden. Nach Karl Fricker soll Stuttgart für den Ort der Handlung Modell gestanden haben.
Die 15-jährige Waise Konstanze Pelzmann, aus der Kolonie Niederländisch-Indien in das verschneite industrialisierte Deutschland verpflanzt, macht sich in der Geburtsstadt ihres Vaters gegen den Willen des Onkels Fabian dreimal auf und bringt zwei älteren einsamen Männern Trost.

## Inhalt
Ende der 1870er Jahre reist Herr Fabian Pelzmann mit seinem Faktotum Knövenagel aus seiner Heimatstadt, einer soliden Residenz, nach Frankreich. Seine Nichte Konstanze, aus Batavia kommend, landet auf einem Schiff aus Singapore in Marseille. Die holländisch-kreolische Mutter des Mädchens war bald nach Konstanzes Geburt gestorben und auf Sumatra begraben worden. Fabian nimmt die Nichte, Tochter des in königlich niederländischen Kriegsdienste nach schlimmem Fieber auf Sumatra gestorbenen Mijnheer de luitenant Lorenz Pelzmann, liebevoll unter seinem Dach, dem Geburtshaus der drei Brüder, auf. Sebastian Pelzmann, der reichlich 50-jährige dritte unter den Brüdern, gestrenger erster Chef der großen Schokoladen- und Konfitürenfabrik Pelzmann und Kompanie, wünscht die Erziehung des Mädchens im Internat der ortsansässigen Madame Printemps, kann sich aber gegen Fabian nicht durchsetzen.
Die Arbeiter zittern vor den scharfen Inspektionsrundgängen des ersten Chefs. Im Gegensatz zu dem verstorbenen Bruder Lorenz sind Fabian und Sebastian Junggesellen. Fabian ist der ältere und Lorenz war der jüngste Bruder. Fabian und Sebastian führen getrennte Haushalte. Der Herr Prinzipal senior wurde vom Herrn Chef junior aus dem Vorderhause ins Hinterhaus verdrängt.
Konstanze ist betrübt, denn sie wurde von Onkel Sebastian frostig begrüßt. Aus dem Wortschwall des Konversationsgenies Knövenagel möchte sich das aufgeweckte Kind einen Reim auf seine verzwickten deutschen Familienverhältnisse machen.
Der erste Chef erkrankt. Der Bruder Fabian weiß die Krankheitsursache. „Eine grimmige Angst“ hat „ihre Krallen in das harte Gemüt Herrn Sebastian Pelzmann geschlagen“. Sebastian ängstigt sich vor dem Tag, an dem die Tochter des Schäfers Thomas aus dem Kreiszuchthaus entlassen wird.
Onkel Fabian kümmert sich um Konstanze. So unternimmt er zum Beispiel mit dem Mädchen Ausflüge zu einem guten Freund, dem Amtmann Peter Rümpler auf Schielau. Die Pflicht ruft. Bald muss Onkel Fabian in seine Fabrik zurück. Das Mädchen wohnt derweil über eine Woche im Haushalt der gastfreundlichen Frau des Amtmanns und begegnet währenddessen auf dem Felde auch dem Schäfer Thomas Erdener. Das ist der Schafmeister des Amtmanns. Konstanze erkundigt sich beim Amtmann nach dem Leid des Schäfers und wird an ihren Onkel verwiesen. Fabian holt „sein Kind“ ab. Auf dem Heimweg kommen beide Ausflügler am Kreiszuchthaus vorbei. Auf insistierendes Befragen muss Fabian der Nichte gestehen, darin ist die Tochter des Schäfers Thomas eingesperrt. Fabian kann nicht lügen und zerrt die Fragerin an der Haftanstalt vorbei. Später, während eines Marktbesuches in der Stadt, erkennt Konstanze zufällig den Schäfer Thomas wieder und spricht ihn an. Der alte Mann weicht ihr aus. Auf dem Nachhauseweg will er seine Tochter im Zuchthaus besuchen. Konstanze möchte ihn auf seinem „Monatsbesuch“ begleiten. Er lehnt das ab. Zwar hält sich Konstanze für zu jung, um alles zu verstehen, doch sie will nicht umsonst aus der Ferne zu ihren Freunden gekommen sein. Also bleibt sie einfach an der Seite des Schäfers. Er lässt es widerwillig geschehen. Konstanze muss aber vor dem Zuchthaus warten. Kurz bevor der Schäfer wieder herauskommt, begegnet das Mädchen vor dem Zuchthaustor dem Onkel Sebastian. Der Schäfer sagt dem Unternehmer seine Verachtung ins Gesicht und geht. Konstanze muss mit ihrer schwachen Kraft den Onkel stützen. Nach dieser Szene verschlechtert sich der Gesundheitszustand Onkel Sebastians weiter. Fabian muss ins Vorderhaus zurückkehren und die Geschäfte wieder übernehmen. Konstanze erfährt von Knövenagel endlich, was sie wissen will. Die Inhaftierte heißt Marianne Erdener und ist Knövenagels Patenkind. Vor fast einem Vierteljahrhundert hatte er sein damals 16-jähriges Mariannchen zu seinem Vergnügen und ihrem Verderben aus dem Dorfe in die Stadt geholt.
Vor Konstanze nennt Knövenagel nun sein Patenkind die Schielauer Hexe. Sie habe Konstanzes Vater Lorenz und auch dem Onkel Sebastian die Köpfe verdreht. Knövenagel gibt Marianne die Schuld dafür, dass Lorenz in holländische Dienste musste und der gute bürgerliche Ruf der Firma arg beschädigt wurde. Sebastian habe damals dem Bruder Lorenz die Geliebte Marianne ausgespannt und sich mit ihr lange in Italien herumgetrieben. Dort hätte sich das Liebespaar dann für immer getrennt. Durch hohen finanziellen Einsatz habe damals Fabian den Schaden für die Firma begrenzt und Lorenz eine „Karriere“ in Übersee ermöglicht.
Sebastian verwechselt auf dem Sterbebett Konstanze mit dem eigenen Kind. Marianne Erdener hatte das gemeinsame Kind im nahen Wiesenbach ertränkt und war dafür zwanzig Jahre ins Zuchthaus gekommen. Fabian will die Nichte vom Bett des Sterbenden fernhalten. Konstanze geht trotzdem hin – „in ihrem weißen Nachtkleide, zitternd mit dem zitternden Lämpchen in der Hand, doch gerufen von dem Onkel Sebastian in seiner letzten Lebensangst und Not.“ Bevor Sebastian stirbt, sagt er noch zu Konstanze: „Gib mir die Hand …, laß mich deinen Atem fühlen, mein Kind, mein großes, schönes, lebendiges Kind!“ Als die Stimme des Sterbenden immer unverständlicher wird, kann auch Konstanze nicht mehr unterscheiden, ob nun eigentlich von der Kindsmörderin Marianne oder von ihrer Mutter auf Sumatra die Rede ist. Sebastian stirbt an dem Tag, als Marianne Erdener in die Freiheit entlassen wird. Der Schäfer Thomas bezieht mit der Tochter in der Stadt ein elendes Quartier. Fabian sucht die beiden auf. Die inzwischen zahnlose Marianne, „ein häßliches, krankes, gebrochenes, irrsinnig stierendes Weibsbild“, meint, Sebastian werde sie zu sich nehmen. Die Kranke droht: „Und wenn er sich sperrt, schicke ich ihm allnächtlich unser Kind.“  Der Schäfer teilt der „armen Kranken“ den Tod Sebastians nicht mit. Marianne Erdener stirbt. Gegen den Willen ihres Onkels Fabian macht sich Konstanze nach dem Begräbnis auf den Weg zum Schäfer. Thomas entgegnet auf ihr Trostwort, ihm könne niemand helfen. Konstanze lässt sich nicht beirren und nimmt die Schuld der Familie Pelzmann auf sich. Das Mädchen verspricht dem Schäfer, es wolle einmal für sein Kind gelten in seiner letzten Stunde.

## Zitate
- „Es spricht keiner bloß mit seiner Zunge.“[6]
- „Ehe der Mensch stirbt, muß der Mensch leben.“[7]

## Form
„In dieser süßbittern Geschichte vom Hause Pelzmann und Kompanie“ erreicht die verschleierte Erzählweise Raabes einen Gipfelpunkt. Dem Titel nach erwartet der Leser Auseinandersetzungen zwischen den charakterlich grundverschiedenen Brüdern Fabian und Sebastian. Das Geheimnisvolle an der Erzählung ist aber die zögerlich-verzögerte Offenlegung eines Kindsmordes. Dabei spielen zwei Figuren die zentrale Rolle. Gemeint sind Thomas, der Vater der Mörderin und Knövenagel, ihr Pate. Das Raffinierte an Raabes Konstrukt: Begonnen wird wirklich mit der Geschichte der zwei Titel gebenden Gebrüder. Fast allgegenwärtig erscheint neben diesen beiden noch Fabians schwatzhaftes Faktotum Knövenagel. Der Leser kann sich allerdings keinen Reim auf eine Hass-Tirade Sebastians machen. Der erste Chef will die „Holzaffenvisage“ Knövenagels nicht sehen. Viel beiläufiger als Knövenagel wird Schäfer Thomas in die Geschichte hereingeholt. Das beginnt mit einem raschen Zurückweichen des Fabrikanten Sebastian vom Bürofenster, als der Vater der Mörderin auf dem Bürgersteig vorübergeht.
Die Erzählung ist ein zeitgeschichtliches Dokument der Gründerjahre. Konstanze wurde von Fabian und Knövenagel aus Marseille abgeholt (siehe oben). Knövenagel wird später gefragt: „Na, alter Holzbock, wie war es denn in Frankreich? Was sagten denn die lieben Franzosen zu Ihnen? Was? So was haben sie wohl selbst Anno siebenzig, als sie sich die ganze Musterkarte haben kommen lassen, nicht zur Auswahl mitgekriegt? So erzählen Sie doch, Knövenagel!“ Nie lässt sich das Faktotum lange bitte. So berichtet Knövenagel noch von seiner Frankreichreise: „Es regnete wiederum wie des Himmels Strafgericht unsern lieben Franzosen auf die Frisur, und was das Trockensitzen anging, so hatten sie mit ihrer neuen freien Republik, die wir ihnen verschafft hatten, gar nichts voraus vor uns mit unseren lieben Landesvätern und neuem Reich, zu welchem sie uns mitgeholfen hatten.“ Freilich wird das Los der Arbeiterinnen und Arbeiter in der Fabrik der Gebrüder Pelzmann nur in ein paar Sätzen erwähnt. So schaut zum Beispiel Konstanze, vom Onkel Fabian in Watte gepackt, aus ihrer überheizten Wohnung hinab auf den Fabrikhof: „...während das Arbeitervolk von seiner kurzen Freistunde eben zurückkehrt in dichten Gruppen und Scharen von der Fadengasse her durch den Geschäftstorweg und sich, naß und wahrscheinlich auch fröstelnd, über den Hof drängt. Sie weiß es auch von ihrem sonnigen Geburtslande her, aus den Faktoreien und Plantagen, die ihr seliger Vater mit seinen Soldaten gegen die wilden Menschen aus den Bergen beschützen mußte, daß der zahme oder halb gezähmte Mensch sich arg quälen muß, aber – kalt war es doch dort nicht und nicht so grau. Und sie hat ein inniges Mitleid mit diesen Arbeitsleuten ihrer europäischen Verwandten und vorzüglich mit ihresgleichen darunter – obgleich die ganz lustig sind – und mit den ältern Frauen, von denen nur wenige, wenige ein vergnügtes Gesicht machen oder gar in das laute Lachen und Kreischen der Jüngern einstimmen.“
Bereits im 19. Jahrhundert hat Raabe die Komplikation des 21. Jahrhunderts, eine der Ursachen der globalen Erwärmung, hellsichtig angesprochen. Die europäischen Fabrikanten verschmutzen unausgesetzt unsere Welt: „Zitternd, mit auf den Knien gefalteten Händen saß Konstanze da, während draußen der europäische Herbstregen unaufhörlich niederrieselte, aus den Fabrikräumen und Sälen das Arbeitsgeräusch des großen Geschäftes von neuem klang und die schwere Luft den schwarzen Braunkohlenqualm der beiden Schornsteine auf die Dächer und die Höfe niederdrückte.“

## Rezeption
- Fontane, alias Adolf Hermes, rezensiert 1881[13]: „Ganz Raabe; glänzend und geschmacklos, tief und öde.“[14]
- Theophil Zolling nennt 1882 in der „Gegenwart“ den Text „nie genial, nie erhaben, klein, kleinlich und muffig“, liest jedoch „Poesie“ und „tiefes Gemüt“ heraus.[15]
- J. J. Honeggers Besprechung in den „Blättern für literarische Unterhaltung“ 1882 ist des Lobes voll. Herausgestellt werden unter anderem die „wahrhaft vorzügliche“ innere Entwicklung der Figuren, „Stimmung, Färbung und seelische Zeichnung“ sowie „Gemüt“.[16]
- H. J. Köstlin bemerkt im „Deutschen Literaturblatt“ 1882/1883 die „Verbindung von Idealismus und Realismus“.[17]
- Adolf Rude hebt 1903/1904 in der „Pädagogischen Warte“ das „ergreifende, psychologisch überaus fein durchgeführte Seelengemälde“ der „Zuchthäuslerin“ hervor.[18]
- Hans von Wolzogen nennt das Buch 1937 seinen „Raabeliebling“.[19]
- Oppermann[20] schreibt, Raabe habe Konstanze unbewusst Attribute des Göttlichen Kindes verliehen.
- Sprengel[21] bezieht sich auf Fontanes Rezension[22] und bemängelt Raabes Subjektivität; seine Parteinahme.
- Meyen[23] nennt zehn Arbeiten.

### Erstausgabe
- Wilhelm Raabe: Fabian und Sebastian. Eine Erzählung. 235 Seiten. Westermann, Braunschweig 1882. Leinen mit umlaufendem Marmorschnitt

### Verwendete Ausgabe
- Fabian und Sebastian. Eine Erzählung. S. 5–190 mit einem Anhang, verfasst von Hans Oppermann, S. 575–595 in: Rosemarie Schillemeit (Hrsg.): Wilhelm Raabe: Fabian und Sebastian. Prinzessin Fisch. Villa Schönow. (2. Aufl.) Vandenhoeck & Ruprecht, Göttingen 1979. Bd. 15 in Karl Hoppe † (Hrsg.), Jost Schillemeit (Hrsg.), Hans Oppermann † (Hrsg.), Kurt Schreinert (Hrsg.): Wilhelm Raabe. Sämtliche Werke. Braunschweiger Ausgabe. 24 Bde., ISBN 3-525-20130-3

### Ausgaben
- Wilhelm Raabe: Fabian und Sebastian. Eine Erzählung. 228 Seiten, illustriert. Otto Janke, Berlin 1903 (2. Aufl.). Leinen
- Wilhelm Raabe: Fabian und Sebastian. Eine Erzählung. 202 Seiten, Illustrationen: Regine Grube-Heinecke, Nachwort: Siegfried Rentzsch. Greifenverlag zu Rudolstadt 1979 (Lizenzgeber: Vandenhoeck & Ruprecht, Göttingen 1964)
- Wilhelm Raabe: Fabian und Sebastian. Eine Erzählung. Reihe: Wilhelm Raabe. Werke. Kritische kommentierte Ausgabe, herausgegeben von Moritz Baßler, Wallstein Verlag, Göttingen 2023, 288 S., ISBN 978-3-8353-5521-7
- Meyen[24] nennt vier Ausgaben.